# Lekkoatletyka na Letnich Igrzyskach Olimpijskich 2020 – sztafeta 4 × 100 m kobiet
Bieg sztafetowy 4 × 100 metrów kobiet – jedna z konkurencji lekkoatletycznych rozgrywanych podczas igrzysk olimpijskich w Tokio. Zawody odbyły się 5 i 6 sierpnia 2021 roku.
W zawodach wzięło udział 16 drużyn.

## Terminarz
Godziny rozpoczęcia podane są w czasie tokijskim.
| Data                      | Godzina |         |
| ------------------------- | ------- | ------- |
| Czwartek, 5 sierpnia 2021 | 10:00   | Runda 1 |
| Piątek, 6 sierpnia 2021   | 22:30   | Finał   |

## Rekordy
Tabela uwzględnia rekordy uzyskane przed rozpoczęciem rywalizacji.
|                   | Zawodniczka                                                                         | Wynik   | Miejsce | Data             |
| ----------------- | ----------------------------------------------------------------------------------- | ------- | ------- | ---------------- |
| Rekord świata     | Stany Zjednoczone · (Tianna Madison, Allyson Felix, Bianca Knight, Carmelita Jeter) | 40,82 s | Londyn  | 10 sierpnia 2012 |
| Rekord olimpijski | Stany Zjednoczone · (Tianna Madison, Allyson Felix, Bianca Knight, Carmelita Jeter) | 40,82 s | Londyn  | 10 sierpnia 2012 |

## Wyniki

### Runda eliminacyjna
Po trzy najlepsze drużyny z każdego biegu (Q) oraz 2 pozostałe z najlepszymi czasami (q) zakwalifikowały się do półfinałów.
Bieg 1
| Pozycja | Tor | Państwo           | Zawodniczki                                                          | Czas  | Uwagi |
| ------- | --- | ----------------- | -------------------------------------------------------------------- | ----- | ----- |
| 1.      | 5   | Wielka Brytania   | Asha Philip, Imani Lansiquot, Dina Asher-Smith, Daryll Neita         | 41,55 | Q     |
| 2.      | 4   | Stany Zjednoczone | Javianne Oliver, Teahna Daniels, English Gardner, Aleia Hobbs        | 41,90 | Q     |
| 3.      | 6   | Jamajka           | Briana Williams, Natasha Morrison, Remona Burchell, Shericka Jackson | 42,15 | Q     |
| 4.      | 3   | Francja           | Carolle Zahi, Orlann Ombissa-Dzangue, Gémima Joseph, Cynthia Leduc   | 42,68 | q     |
| 5.      | 2   | Holandia          | Nadine Visser, Dafne Schippers, Marije van Hunenstijn, Naomi Sedney  | 42,81 | q     |
| 6.      | 9   | Włochy            | Irene Siragusa, Gloria Hooper, Anna Bongiorni, Vittoria Fontana      | 42,84 | NR    |
| 7.      | 8   | Japonia           | Hanae Aoyama, Mei Kodama, Ami Saito, Remi Tsuruta                    | 43,44 | SB    |
| 8.      | 7   | Ekwador           | Marizol Landázuri, Anahí Suárez, Yuliana Angulo, Ángela Tenorio      | 43,69 | NR    |

Bieg 2
| Pozycja | Tor | Państwo           | Zawodniczki                                                               | Czas  | Uwagi |
| ------- | --- | ----------------- | ------------------------------------------------------------------------- | ----- | ----- |
| 1.      | 7   | Niemcy            | Rebekka Haase, Alexandra Burghardt, Tatjana Pinto, Gina Lückenkemper      | 42,00 | Q     |
| 2.      | 6   | Szwajcaria        | Riccarda Dietsche, Ajla Del Ponte, Mujinga Kambundji, Salomé Kora         | 42,05 | Q     |
| 3.      | 3   | Chiny             | Liang Xiaojing, Ge Manqi, Huang Guifen, Wei Yongli                        | 42,82 | Q     |
| 4.      | 8   | Polska            | Marika Popowicz-Drapała, Klaudia Adamek, Paulina Paluch, Pia Skrzyszowska | 43,09 | SB    |
| 5.      | 2   | Brazylia          | Bruna Farias, Ana Cláudia Silva, Vitória Cristina Rosa, Rosângela Santos  | 43,15 | SB    |
| 6.      | 4   | Nigeria           | Oluwatobiloba Amusan, Nzubechi Nwokocha, Patience George, Ese Brume       | 43,25 |       |
| 7.      | 5   | Dania             | Mathilde Kramer, Astrid Glenner-Frandsen, Emma Beiter Bomme, Ida Karstoft | 43,51 | NR    |
| 8.      | 9   | Trynidad i Tobago | Khalifa St. Fort, Michelle-Lee Ahye, Kai Selvon, Kelly-Ann Baptiste       | 43,62 | SB    |

### Final
| Pozycja | Tor | Państwo           | Zawodniczki                                                                       | Czas  | Uwagi |
| ------- | --- | ----------------- | --------------------------------------------------------------------------------- | ----- | ----- |
| złoto   | 8   | Jamajka           | Briana Williams, Elaine Thompson-Herah, Shelly-Ann Fraser-Pryce, Shericka Jackson | 41,02 | NR    |
| srebro  | 6   | Stany Zjednoczone | Javianne Oliver, Teahna Daniels, Jenna Prandini, Gabrielle Thomas                 | 41,45 | SB    |
| brąz    | 5   | Wielka Brytania   | Asha Philip, Imani Lansiquot, Dina Asher-Smith, Daryll Neita                      | 41,88 |       |
| 4       | 7   | Szwajcaria        | Riccarda Dietsche, Ajla Del Ponte, Mujinga Kambundji, Salomé Kora                 | 42,08 |       |
| 5       | 4   | Niemcy            | Rebekka Haase, Alexandra Burghardt, Tatjana Pinto, Gina Lückenkemper              | 42,12 |       |
| 6       | 9   | Chiny             | Liang Xiaojing, Ge Manqi, Huang Guifen, Wei Yongli                                | 42,71 | SB    |
| 7       | 3   | Francja           | Carolle Zahi, Orlann Ombissa-Dzangue, Gémima Joseph, Cynthia Leduc                | 42,89 |       |
| 8       | 2   | Holandia          | Nadine Visser, Dafne Schippers, Marije van Hunenstijn, Naomi Sedney               | DNF   |       |